# Animal rationale
Animal rationale ist eine lateinische Übersetzung des altgriechischen Zoon logikon (ζῷον λογικόν) oder Zoon logon echon (ζῷον λόγον ἔχον). Mit diesem Ausdruck hob Aristoteles die Fähigkeit des Menschen zu denken als die wesentliche, ihn vom Tier unterscheidende Eigenschaft des Menschen hervor. Das genauere Verständnis hängt davon ab, wie Vernunft (Ratio), Denken, Logos, Geist und andere Begriffe definiert werden.

## Definition
Geht man von der „These von der psycho-physischen Doppelnatur des Menschen“ aus und sieht – wie Platon – das Wesen des Menschen in der Vernunft, führt dies zu einer Vernunftanthropologie. Der angenommene Primat der animalischen Natur des Menschen kann hingegen zu Biologismus oder Materialismus führen. Von Aristoteles wurde ein solcher Dualismus abgelehnt. Thomas von Aquin brachte diese Perspektive in Anknüpfung an Aristoteles auf den Begriff, dass die Seele die „forma corporis“ sei.
Immanuel Kant definiert den Menschen als Animal rationabile, das durch Verwirklichung seiner Vernunftfähigkeit erst zum Animal rationale werden müsse. Der Mensch werde erst durch Erziehung und Bildung zum Menschen, eine aufklärerische Sicht, der bisweilen „eine geradezu explosive Wirkung“ zugemessen wurde.
Dagegen kritisierte Martin Heidegger die Definition des Menschen als Animal rationale, da sie zu einer „Verengung des Daseinsbegriffs“ führe, insofern „darin die Geschichtlichkeit der menschlichen Existenz zugunsten einer übergeschichtlichen Wesensbestimmung, der Rationalität des Menschen, geopfert werde“.